# Floyd Rowe Watson
Floyd Rowe Watson (auch Floyd R. Watson, F. R. Watson; * 23. April 1872 in Lawrence, Kansas; † 18. Januar 1974 in Pasadena, Kalifornien) war ein US-amerikanischer Akustiker.

## Leben

### Familie und Ausbildung
Der in Lawrence, Kansas geborene, in Los Angeles, Kalifornien aufgewachsene Floyd Rowe Watson, der Sohn des Norman Allen Watson und der Helen Altana Hitchcock Watson, graduierte 1893 an der State Normal School in Los Angeles. Er wandte sich im Anschluss dem Studium der Physik an der University of California, Los Angeles zu, 1899 erhielt er den akademischen Grad eines Bachelor of Science. Watson setzte das Studium an der Cornell University in Ithaca, New York, fort, 1902 wurde er zum Doctor of Philosophy promoviert.
Der methodistisch getaufte Floyd Rowe Watson vermählte sich am 14. August 1902 mit Estelle Jane Barden. Der Verbindung entstammten die Söhne Norman Allen sowie Robert Barden. Er verstarb im Januar 1974 im hohen Alter von 101 Jahren.

### Beruflicher Werdegang
Der mit dem President White Fellowship in Physics ausgezeichnete Floyd Rowe Watson übernahm im Jahre 1901 eine Anstellung als Teaching Assistant an der Cornell University. Im Folgejahr wechselte er als Instructor in Physics an die University of Illinois at Urbana-Champaign, 1904 wurde er zum Assistant Professor, 1915 zum Associate Professor, 1917 zum Full Professor of Experimental Physics befördert, 1940 wurde er emeritiert. Floyd Rowe Watson, einer der führenden Pionierforscher in den Bereichen Gebäudekustik, Bauakustik, Raumakustik, war darüber hinaus als Akustikberater für das Eastman Theater sowie die Kilbourn Hall der Eastman School of Music in Rochester, New York, für die National Gallery of Art in Washington, D.C., für die Purdue Music Hall in Bloomington, Indiana, für das Indianapolis Coliseum, für das Pentagon sowie für zahlreiche andere Gebäude eingesetzt.
Seine Forschungen umfassten die Themen Oberflächenspannung und Viskosität, Oberflächenwellen, Schallübertragung durch Trennwände, Schallabsorption durch Gebäude und akustische Materialien sowie im Besonderen die Akustik von Gebäuden. Watson war Gründungsmitglied, seit 1954 Ehrenmitglied der Acoustical Society of America, Fellow der American Association for the Advancement of Science sowie der American Physical Society und Mitglied der wissenschaftlichen Vereinigung Sigma Xi.

## Publikationen (Auswahl)
- Surface tension at the interface of two liquids determined experimentally by the method of ripple waves. Dissertation, Cornell University, New York, 1901
- Elementary laboratory course in physical measurement. Stephens Pub. Co., Lewisburg, Pa, 1906
- Acoustics of auditoriums. in: Bulletin (University of Illinois (Urbana-Champaign campus). Engineering Experiment Station), no. 73. University of Illinois, Urbana, 1914
- An investigation of the transmission, reflection and absorption of sound by different materials. in: Some contributions from the Laboratory of Physics of the University of Illinois, v. 2, pt. 1. University of Illinois, Urbana, 1916
- The absorption of sound by materials; a method of measurement, with results for some materials. in: University of Illinois. Engineering experiment station. Bulletin, no. 172. University of Illinois, Urbana, 1927
- Sound : an elementary textbook on the science of sound and the phenomena of hearing.J. Wiley & Sons, New York, Chapman & Hall, London, 1935
- Acoustics of buildings, including acoustics of auditoriums and sound-proofing of rooms.  3d ed., J. Wiley & Sons, New York, Chapman & Hall, London, 1941